# Суркино (озеро)
Суркино — озеро в Жамбылском районе Северо-Казахстанской области Казахстана. Находится в 5 км к западу от посёлка Кабань.
По данным топографической съёмки 1944 года, площадь поверхности озера составляет 1,05 км². Наибольшая длина озера — 1,6 км, наибольшая ширина — 0,9 км. Длина береговой линии составляет 4,1 км, развитие береговой линии — 1,12. Озеро расположено на высоте 151,8 м над уровнем моря.